# 하우스 버니
《하우스 버니》(영어: The House Bunny)는 2008년 공개된 미국의 코미디 영화이다. 애나 패리스, 애덤 샌들러 등이 제작하였고, 애나 패리스, 콜린 행크스, 에마 스톤 등이 출연하였다.

## 줄거리
고아원 출신 플레이보이 플레이메이트 셸리는 플레이보이 중앙 화보(centerfold)를 따내는 게 꿈이다.
27번째 생일 다음날 셸리는 플레이보이 맨션에서 떠나라는 휴 헤프너의 편지를 발견하고 새로 살 집을 찾아나선다. 그게 경쟁 상대인 다른 플레이메이트 커샌드라가 위조한 편지인 줄도 모른 채.
셸리는 길에서 우연히 발견한 매력적인 여학생 무리 뒤를 따라가다가 여학생 사교 모임 피 요타 뮤 하우스에 당도하고 이곳 여사감(house mother)이 되려고 하지만 거절당한다.
상대적으로 초라한 근방 제타 알파 제타 하우스는 셸리에게 남학생들을 끌어들이는 힘이 있는 걸 보고 새 여사감으로 받아들인다. 인기가 없는 제타 알파 제타는 앞으로 신입 회원 30명을 모집하지 못하면 문을 닫아야 할 처지다.

## 출연

### 제타 알파 제타 하우스
- 애나 패리스 - 셸리 달링슨 역
- 에마 스톤 - 내털리 샌들러 역
- 캣 데닝스 - 모나 리타 역
- 캐서린 맥피 - 하모니 볼스 역
- 루머 윌리스 - 조앤 데이비스
- 킬리 윌리엄스 - 릴리 마슨 역
- 데이나 굿맨 - 캐리 메이 스태튼 역

### 그 외
- 콜린 행크스 - 올리버 하우저 역
- 크리스토퍼 맥도널드 - 시먼스 총장 역
- 베벌리 디앤절로 - 해그스트럼 부인 역
- 세라 라이트 - 애슐리 역
- 레이철 스펙터‎ - 코트니 역
- 모네이 메이저 - 커샌드라 역
- 타이슨 리터 - 콜비 에밋 역
- 맷 바 - 타일러 역

### 카메오
- 휴 헤프너 - 본인 역
- 홀리 매디슨 - 본인 역
- 켄드라 윌킨슨 - 본인 역
- 브리짓 마쿼트 - 본인 역
- 앨런 코버트 - 종업원 역
- 조너선 로크런 - 크로스드레서 수감자 역
- 셔킬 오닐 - 본인 역
- 맷 라이너트 - 본인 역
- 닉 스워드슨 - 플레이보이 사진가 역
- 세라 진 언더우드 - 본인 역
- 찰스 로빈슨 - 프랜시스 역

## 기타 제작진
- 공동 제작: 데브라 제임스
- 배역: 리사 런던, 캐서린 스트라우드
- 미술: 미시 스튜어트
- 세트: 트레이시 A. 도일
- 의상: 모나 메이